# 英雄時代
英雄時代（えいゆうじだい、Heroic Age）とは、歴史学の概念の1つで原始社会から階級社会への移行期に相当し、原始的民主制の要素を持った共同体の中において「英雄」（hērōs/hero）と呼ばれる半伝説的な指導者によって共同体が指導されたとされ、民族精神・古代国家形成の過渡期と位置づけられた時代のこと。近代期に盛んに唱えられたが、20世紀後期の考古学の進展によってその存在が消極的・否定的に捉えられるようになった。
元々はギリシア神話に由来する概念であり、半神（神と人間の間の子）とされた人々や部族・都市等の祖とされる人々などが英雄とされ、死後に神々に準じる存在になったと信じられていた（エウヘメリズム）。これらの英雄の話は古代ギリシアの詩人達によって語られ、ホメロスやヘシオドスなどの詩が後世に伝えられた。この中で時代を「金・銀・青銅・英雄・鉄（現代）」に分類し、ゼウスから選ばれた王や英雄達が活躍した最後の時代であるとした（ヘシオドス『仕事の日々』）。
この考えは近代に引き継がれ、ヘーゲルは『美学講義』において、ホメロスの作品を最高の叙事詩とし、英雄時代を叙事詩発生の時代、民族精神の黎明期であったと唱えた。その時代は共同体が未だ国家として形成するに至らず、共同体と個人の精神と対立せずに「生きた絆」で結ばれ、英雄は共同体の指導者として自由な個性を発揮して内外の危機に立ち向かって発展していったと唱えた。その後、ギリシア以外の世界にも英雄時代が存在して現在各地に残る古代の叙事詩はその遺産であるとする見解が唱えられた。例えば、バビロニアのギルガメシュ王などはその典型例とされ、日本でも高木市之助や石母田正が神武天皇や日本武尊の伝説がそれに相当し、指導者による専制が他国よりも強いことを前提としながらも大和朝廷の時代を「日本の英雄時代」と比定した。
だが、第2次世界大戦後のギリシャにおける考古学調査の進展によって、「英雄時代」理論の根幹であるギリシャにおける英雄時代の存在が疑問視されるようになった。これは英雄時代最大の戦いとされるトロイア戦争が行われたと推定される紀元前1200年頃に書かれたミケーネ文明の文書（ミケーネ文書）から、ミケーネ文明がギリシャ本土にオリエント的な専制国家を形成していたことが明らかとなり、ホメロスの描く英雄時代とは違う構造の社会であったことが明らかになってきた。加えてホメロスの叙事詩自体も今日の形態になったのは紀元前8世紀頃と考えられるようになり、ホメロスの叙事詩がミケーネ文明滅亡後のいわゆる「暗黒時代」の状況を取り込んで脚色されていったと考えられるようになった。
従って、今日の古代ギリシャ史においては、英雄時代を実際の歴史上の時代と捉える考え方は行われなくなり、トロイア戦争やアテナイ王テセウスなどの英雄伝説などから、ミケーネ文明からいかにしてポリスの形成、貴族政、そして民主政の確立に至ったのかという国家形成の問題、そしてその間に英雄像がいかに変化していったのかという民族文化形成の展開を研究する方向に転換して行くようになった。